# مانشستر يونايتد موسم 2008–09
كان موسم 2008–09 هو الموسم السابع عشر لمانشستر يونايتد في الدوري الإنجليزي الممتاز، والموسم الرابع والثلاثين على التوالي في الدرجة الأولى لكرة القدم الإنجليزية. فاز النادي بلقب الدوري الإنجليزي الممتاز للمرة الثالثة على التوالي للمرة الثانية ليعادل الرقم القياسي الذي حققه ليفربول بـ18 لقبًا في الدوري.  وصل يونايتد أيضًا إلى نهائي دوري أبطال أوروبا، بهدف أن يصبح أول فريق منذ ميلان يدافع عن كأس أوروبا (وأن يكون أول فريق يفعل ذلك في عصر دوري أبطال أوروبا)، لكنه خسر 2–0 أمام برشلونة. 
بدأ يونايتد موسم في أغسطس 2008 بالفوز بدرع المجتمع، بعد تغلبه على بورتسموث الفائز بكأس الاتحاد الإنجليزي بركلات الترجيح بعد التعادل بدون أهداف.  وباعتبارهم الفائزين بدوري أبطال أوروبا، فقد حصلوا على الحق في مواجهة زينيت سانت بطرسبرغ، الفائز بكأس الاتحاد الأوروبي، في كأس السوبر الأوروبي، حيث خسروا 2–1. كما تأهلوا لكأس العالم للأندية، حيث وصلوا إلى الدور نصف النهائي. واصل النادي الفوز بالمسابقة، ليصبح أول فريق إنجليزي يفعل ذلك بعد فوزه على إل دي يو كيتو بنتيجة 1–0 في النهائي.  بعد شهرين، في 1 مارس 2009، أضاف النادي بكأس الرابطة 2008–09 إلى خزانة ألقابه بعد فوزه على حامل اللقب توتنهام هوتسبير بركلات الترجيح بعد 120 دقيقة بدون أهداف في النهائي. 
حصل مانشستر يونايتد على لقب الدوري الإنجليزي الممتاز بعد تعادله بدون أهداف على أرضه أمام أرسنال في 16 مايو 2009. وهذا جعلهم أول فريق يفوز بثلاثة ألقاب متتالية في الدوري الإنجليزي الممتاز في مناسبتين، بعد أن فعلوا ذلك أيضًا بين عامي 1999 و2001. 
كان هذا هو الموسم الأخير لكريستيانو رونالدو مع مانشستر يونايتد قبل أن يغادر إلى ريال مدريد مقابل مبلغ انتقال قياسي عالمي في يونيو 2009؛ وعاد في بداية موسم 2021–22.